# Kathie y el hipopótamo
Kathie y el hipopótamo (editorial Seix Barral, 1983) es una obra de teatro en dos actos del escritor peruano y Premio Nobel de literatura 2010 Mario Vargas Llosa. El estreno tuvo lugar el 26 de abril de 1983, en el Teatro Ana Julia Rojas, de Caracas, durante el Festival Internacional de Teatro de Venezuela. La obra es autobiográfica ya que Vargas fue negro en París de una viajante.
La acción se desarrolla en el desván de una casa situada en Lima (Perú), donde una mujer de clase social alta desea plasmar en un libro el viaje que ha realizado por diferentes lugares de Asia y África. Para ello contrata a un profesor universitario que se llama Santiago Zavala, el cual debe escribir el libro basándose en la información que ella ha grabado previamente en una cinta magnetofónica.
A lo largo de la obra, se alterna la redacción del libro con diálogos entre ambos personajes relativos a los pasajes de la narración.
En esta obra teatral, Mario Vargas Llosa realiza una reflexión sobre como y porqué nacen los relatos y la manera en que el cerebro humano se vale de la imaginación para crear o completar historias que nunca han ocurrido en la vida real.

## Obras teatrales de Mario Vargas Llosa
| Título                     | Fecha | Argumento                                                                           |  |
| -------------------------- | ----- | ----------------------------------------------------------------------------------- |  |
| La huida del Inca          | 1952  | Esta obra no está publicada.                                                        |  |
| La señorita de Tacna       | 1981  | Elvira se quedó soltera toda la vida, tras tomper con su novio                      |  |
| Kathie y el hipopótamo     | 1983  | Kathie contrata a Santiago Zavala para que escriba un libro sobre sus viajes        |  |
| La Chunga                  | 1986  | La Chunga subió al dormitorio con Meche y nunca se supo nada más                    |  |
| El loco de los balcones    | 1993  | Aldo Brunelli está obsesionado por los balcones coloniales                          |  |
| Ojos bonitos, cuadros feos | 1996  | Un influyente crítico de arte hace que una joven caiga en la depresión              |  |
| Odiseo y Penélope          | 2007  | Adaptación de la Odisea de Homero                                                   |  |
| Al pie del Támesis         | 2008  | Chispas se encuentra después de 35 años con Raquelita, la hermana de su mejor amigo |  |
| Las mil y una noches       | 2010  | Basada en la serie de cuentos orientales Las mil y una noches                       |  |